# Bronisława Dłuska
Bronisława Skłodowska-Dłuska (Varsovia, Polonia, 28 de marzo de 1865 - Segunda República Polaca, Varsovia, 15 de abril de 1939), más conocida como Bronislawa Dluska, fue una científica de La Sorbona, hermana de Maria Sklodowska y una de las cinco hijas de Wladyslaw Sklodowski, maestro de matemáticas y de Bronislawa Boguska, artista.
Bronislawa nació en 1865, en Varsovia, en el entonces Zarato de Polonia. Se casó con Kazimierz Dłuski en 1890, y al año siguiente, en 1891, acogió a Maria Sklodowska en París para que estudiara. En 1939, Bronislawa falleció por causas naturales, a los 74 años.

## Biografía
Bronislawa nació el 28 de marzo de 1865 en Varsovia, Polonia. Hermana de Maria (1867-1934), Helena (1866-1961), Józef (1863-1937) y Zofia (1862-1876), Bronislawa fue la segunda hija del maestro Wladyslaw Sklodowski y la pianista Bronislawa Boguska. En 1878, la madre de Bronislawa murió de tuberculosis, y fue sepultada en el Cementerio Powazki. En 1876, Zofia, la hermana de Bronislawa, había muerto por tifus.
A la edad de 13 años, en 1878, Bronislawa y Maria cuidaron de su hermana Helena y su hermano Józef.
Bronislawa se graduó de una escuela media en 1882. 
Bronia Slodowska llegó a París hacia el año 1886 para estudiar Medicina en la Universidad de la Sorbona. Se casó en 1890 y un año después, en 1891, acogió a su hermana Maria en su casa, cuando esta llegó a París para estudiar Física en la Sorbona.

## Regreso a Polonia
En 1898, Bronislawa regresó a Polonia con su marido. Bronislawa dirigió durante mucho tiempo el Instituto Curie (Varsovia), fundado por Maria Curie, en París, hasta la Primera Guerra Mundial (empezada en 1914 y acabada en 1918 por el Tratado de Versalles (1919)) y Bronislawa permaneció en Varsovia, el entonces Zarato de Polonia.

## Fallecimiento
Bronislawa murió el 15 de abril de 1939, en la Segunda República Polaca, a la edad de 74, por causas naturales, y fue sepultada en el Cementerio Powazki, junto a su padre, Wladyslaw, su madre, Bronislawa, y sus tres hermanos: Zofia, Józef y Helena. Maria fue enterrada en el Panteón de París junto con su marido Pierre Curie (fallecido en un accidente de circulación en 1906).